# Damáz
A Damáz görög eredetű férfinév, a Damaszosz származéka, jelentése: szelídítő, legyőző.

## Gyakorisága
Az 1990-es években szórványos név, a 2000-es években nem szerepel a 100 leggyakoribb férfinév között.

## Névnapok
- december 11.[2]

## Híres Damázok
- I. Damáz pápa
- II. Damáz pápa